# 聽聽我的心
《聽聽我的心》是日本漫畫家柊葵在1989年至1990年期間連載的少女漫畫作品，內容描述一名喜愛閱讀的少女與一名喜愛繪畫的青年之間的相戀故事。作品內容曾被吉卜力工作室改編成在1995年推出的動畫電影，以及Office Crescendo在2022年公開的真人電影。漫畫的續作則在1995年發表。

## 劇情

### 本作
月島雫是一位十分喜歡讀故事書的初中女學生，某天她注意到所借來書籍的借書卡上，都會出現「天澤聖司」這個名字，讓她對這名未知的人物抱著想像與好奇心。
暑假的某一天，雫與好友夕子相約見面並打算跟學校圖書館借閱一本以妖精為主題的故事書。要準備回去時，雫想到借來的書籍放在教室裡而折回，之後發現一名陌生的同校少年愉快地翻著她借來的書本，當那名男學生發現雫的存在後，立刻收起笑容將書還給雫，並嘲笑雫還在看這種內容的故事書，讓雫心裡不高興。
之後有一日雫將便當送給在縣立圖書館工作的爸爸後，在回去的電車上發現一頭自行跑進車廂的黑貓。雫心裡覺得有趣便跟著那頭黑貓下車來追隨牠的路徑，最後黑貓跑進一間名為「地球屋」，裡頭充滿著有趣藝品的商店，讓雫相當驚喜。之後雫在店舖裡發現到一尊貓頭男爵模樣的玩偶，在看得正入迷時被一位老爺爺店主打招呼，感到不好意思的雫便隨意買了個小東西後趕快出去。
在雫離開地球屋後，有一名戴眼鏡的青年走出地球屋外表示雫有東西遺忘在店裡。那名青年向雫自我介紹姓「天澤」時，讓雫想起姐姐先前曾提到她有一位名叫「天澤航司」的朋友。在對方表示他的名字確實是天澤航司時，雫心裡雖好奇他是否與「天澤聖司」有關係，但希望保留對這名神祕人物的想像而沒詢問。
某日雫因心情煩悶想去地球屋轉換心情時，在路上看到像是之前遇到的黑貓而追隨著牠，在那頭黑貓跑到主人身旁時，發現對方是曾嘲笑她的那名少年，而天澤航司也剛好在一旁帶著另一頭黑貓出現。之後那名少年向雫介紹他就是天澤聖司，並有與哥哥天澤航司一同飼養一對黑貓。當雫知道那名少年就是天澤聖司後，心裡覺得幻滅且尷尬。不久，聖司在學校主動去找雫見面，想試著釐清一些事情，但過程中還是和雫鬥起嘴來。
之後雫想再見到貓男爵玩偶來到地球屋裡，老爺爺店主向雫說明他過去在歐洲購買這尊玩偶的經歷，讓雫相當感動。老店主另外向雫表示他的孫子聖司私下其實是個喜歡童話與故事的人，並且向雫介紹聖司過去努力繪製的畫作，讓雫開始對聖司有不一樣的看法。雫與聖司再次見面後，聖司向雫坦白其實自己跟她一樣很喜歡故事書，並且熱愛繪畫，但他因為太沉浸在自己喜好而被雙親責備，讓他想繪畫的時候，只能偷偷待在他爺爺的地球屋裡創作。雫之後則向聖司表示自己雖然愛看書，但心裡總覺得少了什麼，聖司便向雫提出不妨自己寫一本故事來當做挑戰，雫聽到後欣然地接受聖司的意見。
雫後續開始以地球屋的貓男爵玩偶為主角，試著寫出故事，並開始與聖司來往。某一天雫看到聖司繪製的一幅長髮少女畫作，突然覺得畫中的少女很像她的姐姐。想到姐姐已經開始與天澤航司交往，而天澤兄弟兩人之前又是透過她姐姐了解她的事情，讓雫心裡開始在乎是否聖司喜歡的人也是她姐姐。
就在雫介意聖司的事情而情緒低迷一陣子後，某日凌晨突然發現聖司騎著騎著腳踏車來到她家門口，說是要帶雫去一個適合欣賞黎明的地點。來到目的地後在曙光出現時，聖司向雫坦白那幅長髮少女畫作是以她作為模特兒，另外在以前借閱圖書時，就因為常在借書卡上看到她的名字而開始注意她，因此心裡其實很喜歡雫。聽到聖司透露出的真心話後，讓雫相當激動，接受了他的告白。

### 續作
與聖司交往後，來到初中三年的雫忙於升學考試生活，並對於未來聖司若與她唸不同高中的情況感到不知如何是好。
有一天她來到地球屋後發現閣樓的壁上掛著一副鳥類羽翼的裝飾，老爺爺店主告訴她說這個羽翼是一個夜鷺賣給他的，是一對用來載送「死亡」的羽翼，並且只要照射到滿月的月光三次後會有神奇的力量。在雫聽到這個不可思議的故事時突然在教室裡醒來，發現是一場奇妙的夢。
醒來後的雫想到有一段時間沒見到聖司，便前往地球屋，但來到地球屋後發現聖司、老爺爺、以及貓男爵玩偶突然都不見了。在雫感到納悶時，突然聽到有人對她講著「要找聖司的話，就到『貓的圖書館』。」的聲音，雫正想尋找聲音是來自何處時，發現聖司家養的黑貓在一旁盯著她看後離去。
當天晚上是滿月的日子，想到之前羽翼的事情，雫決定臨時再前去地球屋確認。在路途中的電車裡，雫發現聖司家的黑貓突然出現在車廂內，指引她前往「貓的圖書館」。來到圖書館的門口時，冒出一個名叫姆達的胖貓歡迎雫的到來，雫在圖書館內看到有許多有趣的書籍感到興奮，並被不可思議的力量忘了自己一開始來到這裡的目的。
在雫沉浸在圖書時，突然看到貓男爵出現在她眼前。貓男爵用他的力量喚醒雫的記憶，將雫帶離了圖書館。雫之後和貓男爵回到地球屋後，看到掛在牆上的羽翼已不存在，後來發現到是聖司將羽翼掛在自己身上，把自己變成了夜鷺，他在失去人類的記憶後飛行到空中離開了雫。
雫對聖司的遠離感到痛苦時突然醒來，發現到是自己做了一場奇怪的夢，而她正與聖司一同在圖書館裡閱讀書籍。雫想到或許是之前擔心聖司未來會與她各在不同的地方，而做了這樣的夢；但想到如果她與聖司之間是愛慕彼此的話，一定會在未來的某處再次連結，而釋懷了自己的心情。

## 構想
「『好好地聆聽內心』—真是一個很棒的標題。在我想到把這個平時常用到的這段話作為漫畫標題時，我感受到週遭世界似乎有不一樣的改變，而對此感到興奮。」
 — 作者柊葵對漫畫標題原文含意的看法， ：，263頁。
此作品是柊葵在1989年連載完《星之瞳孔的剪影》後，發表的個人職業漫畫生涯第二篇連載作品。
先前的《星之瞳孔的剪影》主題較侷限在戀愛範圍，讓柊葵想在下一個作品畫出包含與異性相處、人際關係、戀愛以外重要事物等較寬廣的世界觀內容另外之前漫畫女主角是較內向人物，便想創造一篇描述充滿著活力、短髮模樣少女的故事。
作品名稱的來源，是柊葵考慮到一般少女漫畫名稱多半是讓人感覺害躁難以開口的，便想要採用一個聽起來會讓人心情感到正面的名稱，之後選擇了日常生活字詞中，代表要仔細傾聽內心的
。另外在漫畫中部份劇情靈感改編於柊葵的個人親身經歷，她在年輕時與月島雫相同，都是經常瀏覽圖書館的少女。其中漫畫裡出現的貓男爵，是柊葵成為漫畫家後幾年曾欣賞一尊擺在銀座PRINTEMPS百貨裡穿著禮服的灰貓玩偶，因價額昂貴買不下手，不過事後柊葵的男友（之後也是柊葵的丈夫）偷偷將灰貓玩偶買下，作為送她的生日禮物。
續作則是配合吉卜力在1995年夏季公開改編動畫《心之谷》時，在同一期間發表的單篇漫畫。

## 發行
在當時讀者反應方面，並未像柊葵首部連載作品《星之瞳孔的剪影》那樣有達到推出10冊單行本的成績，僅在漫畫雜誌《Ribon》上於1989年8月號至11月號期間連載四回，發行一冊單行本便結束。
漫畫續作則在《心之谷》動畫上映時的當年夏季同樣在《Ribon》上發表，並在1996年推出單行本，其中單行本另收錄短篇作品《桔梗花開之際》。
之後在《心之谷》動畫公開10週年的2005年夏季，集英社發行了將兩篇漫畫合併的文庫本，內容額外收錄柊葵與改編動畫版導演近藤喜文的訪談，以及影片製作人鈴木敏夫對動畫版改編過程解說等附錄章節。
在繁體中文版譯本方面，台灣的出版商大然文化是在2002年10月先發行續作，不過當時漫畫所採用的譯名，是本作所改編動畫在台灣的片名《心之谷》。之後在2003年3月，大然文化將本作發行中文版，譯名則改用較貼近原文名稱含意的《聽聽我的心》。
本作的简体中文译本由中信出版集团于2024年11月出版，该版本与日文文库本一致，本作和续作收录为同一本书，译名与吉卜力改编的动画电影在中国大陆的名称相同，本作部分名为《侧耳倾听》，续作部分名为《侧耳倾听：幸福的时光》。
|            | 集英社        | 集英社             | 大然文化   | 大然文化           | 中信出版集团 | 中信出版集团           |
| 發售日期   | ISBN          | 發售日期           | ISBN       | 發售日期           | ISBN         |                        |
| ---------- | ------------- | ------------------ | ---------- | ------------------ | ------------ | ---------------------- |
| 聽聽我的心 | 1990年2月     | ISBN 4-08-853515-4 | 2003年3月  | ISBN 957-25-8069-8 | -            | -                      |
|            | 1996年2月     | ISBN 4-08-853841-2 | 2002年10月 | ISBN 957-25-7543-0 | -            | -                      |
| 文庫版     | 2005年7月20日 | ISBN 4-08-618338-2 | -          | -                  | 2024年11月   | ISBN 978-7-5217-5952-5 |

## 評價
動畫導演宮崎駿認為此作品不會有一般少女漫畫常見的男歡女愛落於俗套情節，加上有以個人經歷改編的情節，讓人翻閱時能有額外的真實感，而這些剛好是多數少女漫畫所缺少的要素。另外作品在整體平衡上令人感覺良好，也不會有刻意去討好讀者的地方，是讓他閱讀過程時感受愉快的原因。
作家田中雅美認為漫畫不論是在季節背景、登場人物，和日常生活等方面的描寫都相當細膩，在翻閱時能讓人維持很棒的心情。

## 改編媒體

### 動畫电影
吉卜力工作室在1995年將《聽聽我的心》改編為動畫《心之谷》上映，內容是由近藤喜文執導、宮崎駿負責劇本內容與分鏡圖，劇中月島雫與天澤聖司分別由本名陽子與高橋一生擔任配音。
動畫內容中變動了雫的學年與家庭情況，並將聖司的夢想從畫家更改為小提琴工匠。動畫在公開後獲得31億日圓的票房收入，是當年日本國產電影裡最賣座的作品。

### 小說
由作家田中雅美將原作漫畫改編的小說，是集英社在1995年於吉卜力動畫版上映前數週發行，封面以及內頁插圖皆由柊葵所繪製。小說中人物以及諸如聖司的夢想等劇情設定，是以原作漫畫為主。

### 真人電影
由真人飾演的電影是由平川雄一朗執導，影片最初計劃是在2020年公開，之後受到嚴重特殊傳染性肺炎的影響，延遲到2022年秋季上映。
真人版劇情描述著雫與聖司在成年後面臨到追尋夢想的困境與挫折，劇中青春期的雫與聖司是由安原琉那與中川翼擔任，成人期則分別為清野菜名與松坂桃李飾演。

### 引用書籍
- . 台灣: 尚登出版. 1996-11-30. ISBN 957-8475-10-1.
- . 日本: 德間書店. 1995-08-25.
- . 日本: 文藝春秋. 2015-04-10. ISBN 978-4-168-12008-4.
- 田中雅美.  . 日本: 集英社. 1995-06-10. ISBN 978-408-614-086-7.
- 柊葵.  . 日本: 集英社. 2005-07-20. ISBN 4-08-618338-2.

### 來源出處
1. 1 2  . Eiga.Com.   [2022-09-03]. （原始内容存档于2022-08-08） （日语）.
2. 1 2 3 4  . Cinema Today. 2022-08-26  [2022-09-03]. （原始内容存档于2022-08-26） （日语）.
3. 1 2 3  ：，65頁
4. 1 2  ：，54頁
5. ↑  ：，55頁
6. 1 2  ：，56頁
7. 1 2  ：，57頁
8. ↑  ，183至187頁
9. ↑  ，185至200頁
10. ↑  ，204至206頁
11. ↑  ，209至218頁
12. ↑  ，219至229頁
13. ↑  ，232至235頁
14. ↑  ，236至240頁
15. ↑  ：，86頁
16. ↑  ：，23頁
17. 1 2  ：，41頁
18. 1 2  ：，87頁
19. 1 2  《心之谷－宮崎駿V.S.製作過程－》：幸運的機緣～序～，3頁
20. ↑  ：，59頁
21. ↑  ：，40頁
22. ↑  . 集英社.   [2022-09-03]. （原始内容存档于2022-09-01） （日语）.
23. ↑  ：，43頁
24. ↑  ：，215頁
25. ↑  ：，92頁
26. ↑  ：，38頁
27. ↑  . 日本雅虎. 2022-08-26  [2022-09-03]. （原始内容存档于2022-08-26） （日语）.
28. ↑  . Cinema Today. 2020-04-20  [2022-09-03]. （原始内容存档于2022-08-28） （日语）.

## 外部連結
- 集英社的《聽聽我的心》介紹頁面 （页面存档备份，存于）